# Jardin botanique Les Cèdres
Pour les articles homonymes, voir Les Cèdres (homonymie).
Les Cèdres est un jardin botanique français situé dans la presqu'île de Saint-Jean-Cap-Ferrat (Alpes-Maritimes). C'est une institution privée implantée dans un parc de 14 hectares entourant la villa Les Cèdres, en bordure de la baie de Villefranche-sur-Mer, sur la Côte-d'Azur. Elle entretient plus de 14 000 espèces de plantes tropicales, les plus fragiles étant conservées dans vingt-cinq serres chauffées.

## Historique
Les Cèdres est une villa construite en 1830 dans le style sarde.
En 1850, elle est rachetée par le maire de Villefranche-sur-Mer, David Désiré Pollonais. De cette époque datent les premières plantations d'espèces exotiques dont les araucarias, introduites par l'architecte de jardins britannique Harold Peto.
En 1904, elle devient la propriété du roi des Belges, Léopold II. À sa mort en 1909, elle devient une fondation du gouvernement belge et un hôpital y est installé pendant la Première Guerre mondiale.
La propriété fut achetée en 1924 par Louis-Alexandre Marnier-Lapostolle, créateur de la liqueur Grand Marnier.
Son fils, Julien (es), lui succède en 1928 et intensifie l'introduction de plantes exotiques.
Depuis 1976, le jardin est la propriété de la société des produits Marnier-Lapostolle.
Le groupe Campari a annoncé le 1er août 2019 avoir signé un accord pour vendre la villa et son parc moyennant 200 millions d’euros à Rinat Akhmetov.